# Ölhallen Weise
Ölhallen Weise var en ölhall i centrala Göteborg, som öppnade den 1 oktober 1893 av källarmästaren Georg Weise på adressen Södra Hamngatan 17. Ölhallen Weise har numera upphört.
Weise var egentligen frisör, och då han omkring 1890 inflyttade till Göteborg öppnade han en frisersalong på Kungsgatan. Detta yrke övergav han alltså några år senare.
Av konstnären Albert Engström beställde Weise en serie målningar ur Gambrinus historia. Beställningen hade han fått på rekommendation av Carl Larsson, som innebar att han skulle måla en fris med grotesker, som skulle bli en meter hög och 40 meter lång. Redan 24 augusti kunde han meddela Carl Larsson, att han fullbordat målningen och fått 500 kronor i arvode. Det var disponent Edward Olsson på Pripps Bryggeri som agerade mellanhand i kontakterna med Carl Larsson respektive Albert Engström. 
"Ölhallen Weise öppnas i morgon middag för allmänheten i arkitekten Krügers hus nr 17 vid Södra Hamngatan. Inredningen är alltigenom solid och praktisk på samma gång som den utmärker sig med finess och konstnärlig smak. Väggarna prydas med lustiga teckningar av artisten Albert Engström. Dessa ådraga sig genast uppmärksamheten genom den osökta humor, som framträder ur dem. Det är ej ofta man i offentliga lokaler är i tillfälle att beundra sådana om fin artistisk smak vittnande små mästerverk, frambragta av målarens pensel. Ett viktigt steg i riktning åt nykterhet är taget i och med att allmänheten får smak för att förtära det mildare ölet i stället för de starka och mera rusgivande dryckerna. Betjäningen är manlig. Detta därför att familjer och damer utan olägenhet skola kunna besöka lokalen."
Weise's specialiteter var från början; "Äkta Münchner öl, ostron, hummer, Frankfurter Wurst, Magdeburger surkål, Cassler rippespeer." Varorna levererades från Stora Saluhallen. Men speciellt känd blev han för sin kallrökta korv, tillverkad av en erfaren tyska vid namn Hannelore Schulzen. I ett litet trähus en bit ifrån Mölndalsån i Krokslätt skötte hon sin korvstoppning och rökning.
Fastigheten Södra hamngatan 17, ägd av arkitekt Ernst Krüger, såldes år 1899 till Göteborgs Handelsbank. Krüger fick samtidigt i uppdrag att riva huset och i stället uppföra en ny bankbyggnad i fyra våningar på tomten. Vid rivningen gick det mesta av Engströms fyrtio meter breda målning förlorad. Men på 1930-talet uppdagades att de fanns i en vrå i Historiska museets källare. På 1940-talet lät Weise hämta dessa rester av frisen från museet och satte upp dem i ölhallen. Målningen hade mörknat, blivit otydlig och synbart skadad.
Från år 1899 drevs Weise av en ny innehavare, källarmästare John Gustavsson, men strax efter sekelskiftet lades verksamheten ned. År 1907 återuppstod Ölhallen Weise vid Drottninggatan 21-23 i E. Hanssons regi. Servering inreddes i en tidigare portgång, en långsmal lokal med kök mot gården. Restaurangen övertogs 1930 av Märta Lanner, och cafédelen utvidgades genom att butiken intill utnyttjades och den gamla inredningen återskapades. En del ropades in på auktion och en del nytillverkades, såsom stolarna med inskriptionen H L (= Harald Lanner). Restaurangen flyttade 1993 tillsammans med dåvarande ägarna och makarna Marianne Lanner-Johannessen och Kåre Johannessen, men lyckades bibehålla den gamla ölhallsstilen även om menyn var annorlunda. Familjen Lanner hade då drivit Weise under tre generationer, med husmans-klassiker som; sillbricka, pyttipanna och ärtsoppa med pannkakor.   
Weise var under många år en konstnärs- och författarkrog, och hit kom bland andra Nils Ferlin, X:et (Sven Erixson) och Fritiof Nilsson Piraten.   